# Noua filozofie franceză
Noua filozofie este un curent filozofic apărut în Franța anilor 1970, de o certă importanță practică și politică, opunându-se consecințelor devastatoare ale ideologiilor politice desprinse de câmpul realului, și care a antrenat în mod concret un fenomen de ruptură cu tradiția marxistă.
Importanța majoră a „noii filozofii” a fost una de natură practică, ea constând în fracturarea oficială, pentru prima oară, a tradiției marxiste și postmarxiste cvasi-generalizate în rândurile intelectualității franceze. „Noii filozofi” au atras atenția Occidentului, cu o critică venind ea însăși dinspre stânga, asupra realităților de fapt din societățile comuniste și a importanței textelor disidenților aflați dincolo de Cortina de fier. Astfel, intelectualitatea franceză înregistrează începând cu acei ani o turnură importantă, sprijinind pentru prima oară în spațiul public discursul critic la adresa comunismului.
„Noii filozofi” (Bernard-Henri Lévy, André Glucksmann, Christian Jambet sau Jean-Paul Dollé) erau tineri gânditori provenind ei înșiși din rândurile stângii, și chiar din rândurile mișcărilor contestatare din Mai 1968. Aceștia erau astfel cu atât mai credibili, cu cât adresau ideologiei marxiste, cîțiva ani mai târziu, o critică umanistă, situată în trena iluministă a Declarației drepturilor omului și a angajamentului.
Debutând prin volume precum Bucătăreasa și căpcăunul (La Cuisinière et le Mangeur d'Hommes, 1975) de André Glucksmann, afirmarea publică a curentului devine spectaculoasă o dată cu apariția volumului Barbaria cu chip uman (La barbarie à visage humain, 1977), lucrare de referință a lui Bernard-Henri Lévy, în care sunt denunțate cu patetism și acribie iluziile revoluționarismului de tinerețe și crimele socialismului real, și în care autorul afirmă formal ruptura cu școala vechilor utopii progresist-istoriste asupra evoluției societăților umane.
Conceptual, „noua filozofie” nu a îmbunătățit sau diversificat câmpul speculativ, importanța curentului în istoria filozofiei afectând preponderent praxisul și raportarea moral-politică asupra epocii.